# Masdevallia cocapatae
Masdevallia cocapatae är en orkidéart som beskrevs av Luer, Teague och Roberto Vásquez. Masdevallia cocapatae ingår i släktet Masdevallia och familjen orkidéer.
Artens utbredningsområde är Bolivia. Inga underarter finns listade i Catalogue of Life.